# 21 at 33
| 전문가 평가   | 전문가 평가 |
| 평가 점수     | 평가 점수   |
| 출처          | 점수        |
| ------------- | ----------- |
| AllMusic      | [ 1 ]       |
| Rolling Stone | Unrated     |
| Smash Hits    | 7/10        |

《21 at 33》은 1980년 5월에 발매된 영국의 싱어송라이터 엘튼 존의 열네 번째 스튜디오 음반이다. 다른 음반(컴필레이션 음반 3장, 라이브 음반 2장, 영화 사운드트랙 1장, EP 1장)도 포함돼 스물한 번째 공식 발매로 엘튼 존이 33세 때 발매됐다.
1979년 8월 프랑스 니스의 슈퍼 베어 스튜디오에서, 1980년 1월부터 3월까지 캘리포니아주 로스앤젤레스의 럼보 레코더와 선셋 사운드에서 녹음되었다.
이 음반은 미국에서 90만 장 이상이 팔렸으며, 거의 플래티넘 인증을 받지 못했다.

## 배경
오리지널 엘튼 존 밴드(활동 1969년~1975년)의 다른 창단 멤버인 드러머 나이절 올슨과 베이시스트 디 머리는 한 곡으로 그를 다시 만났다. 그의 키보디스트 제임스 뉴턴 하워드는 《Rock of the Westies》과 《Blue Moves》에서와 같이 거의 모든 트랙에서 돌아와 공연을 했다. 다른 음악가들로는 이글스와 토토뿐만 아니라 허만스 허밋의 피터 노네, 캡틴 & 테닐의 빌 챔플린과 토니 테닐이 있었다.

## 곡 목록
| #  | 제목                                  | 작사·작곡          | 재생 시간 |
| -- | ------------------------------------- | ------------------ | --------- |
| 1. | 〈Chasing the Crown〉                 | 엘튼 존, 버니 토핀 | 5:36      |
| 2. | 〈Little Jeannie〉                    | 존, 게리 오스번    | 5:14      |
| 3. | 〈Sartorial Eloquence〉               | 존, 톰 로빈슨      | 4:45      |
| 4. | 〈Two Rooms at the End of the World〉 | 존, 토핀           | 5:40      |

| #  | 제목                               | 작사·작곡       | 재생 시간 |
| -- | ---------------------------------- | --------------- | --------- |
| 1. | 〈White Lady White Powder〉        | 존, 토핀        | 4:34      |
| 2. | 〈Dear God〉                       | 존, 오스번      | 3:47      |
| 3. | 〈Never Gonna Fall in Love Again〉 | 존, 로빈슨      | 4:09      |
| 4. | 〈Take Me Back〉                   | 존, 오스번      | 3:52      |
| 5. | 〈Give Me the Love〉               | 존, 주디 트즈크 | 5:30      |

## 인증
| 국가                       | 인증 | 판매량/출하량 |
| -------------------------- | ---- | ------------- |
| 캐나다 (뮤직 캐나다)       | 골드 | 50,000^       |
| 프랑스 (SNEP)              | 골드 | 175,500       |
| 뉴질랜드 (RMNZ)            | 골드 | 7,500^        |
| 미국 (RIAA)                | 골드 | 500,000^      |
| ^출하량을 기반으로 한 인증 |      |               |